# ロシュフォール＝アン＝テール
ロシュフォール＝アン＝テール （Rochefort-en-Terre、ブルトン語:Roc'h-an-Argoed）は、フランス、ブルターニュ地域圏、モルビアン県のコミューン。

## 地理
ロシュフォール＝アン＝テールは、北をランド・ド・ランヴォー（fr、アルモリカ山塊の一部）に接した岩の尾根の上にある。コミューンのプリュエルランとマランサックに囲まれている。アルズ川の支流ゲウゾン川がコミューン内を流れる。

## 歴史
まちには、ロシュフォール領主が12世紀にたてた城がある。城は五角形状であり、かつてガロ＝ローマ時代の古い要塞があった場所にある。まちは城の周囲に生まれ、その名が初めて現れるのは1260年、Rupes castrisとしてである。まちは多くの行政サービスが含まれ、領主の強力な本拠地となっていた。12世紀からロシュフォール荘園はヴァンヌ地方の主要な領主領となっていた。領地のドメーヌは5000ヘクタール以上に拡大した。荘園は10以上の教区に分かれていた。
1793年3月、城は王党派によって奪われ、戦いの間に3人の愛国者が死んだ。フランス革命時代、数年間まちの名はロシュフォール＝デ＝トロワ（Rochefort-des-Trois）またはロシュ＝デ＝トロワ（Roche-des-Trois）とされていた。
産業活動は、粘板岩採掘や皮なめし周辺で発展した。1892年、コミューンはロシュフォール＝アン＝テールを正式名称とした。
1903年よりロシュフォールに移住したアメリカ人画家アルフレッド・クロッツはロシュフォール城を住居とし、まちに友人を招き観光活動を実際に行った。

## 人口統計
| 1962年 | 1968年 | 1975年 | 1982年 | 1990年 | 1999年 | 2006年 |
| ------ | ------ | ------ | ------ | ------ | ------ | ------ |
| 662    | 670    | 599    | 613    | 645    | 693    | 733    |

## ギャラリー
ロシュフォール＝アン＝テールは多くの歴史文化財があり、フランスの最も美しい村に登録されている。

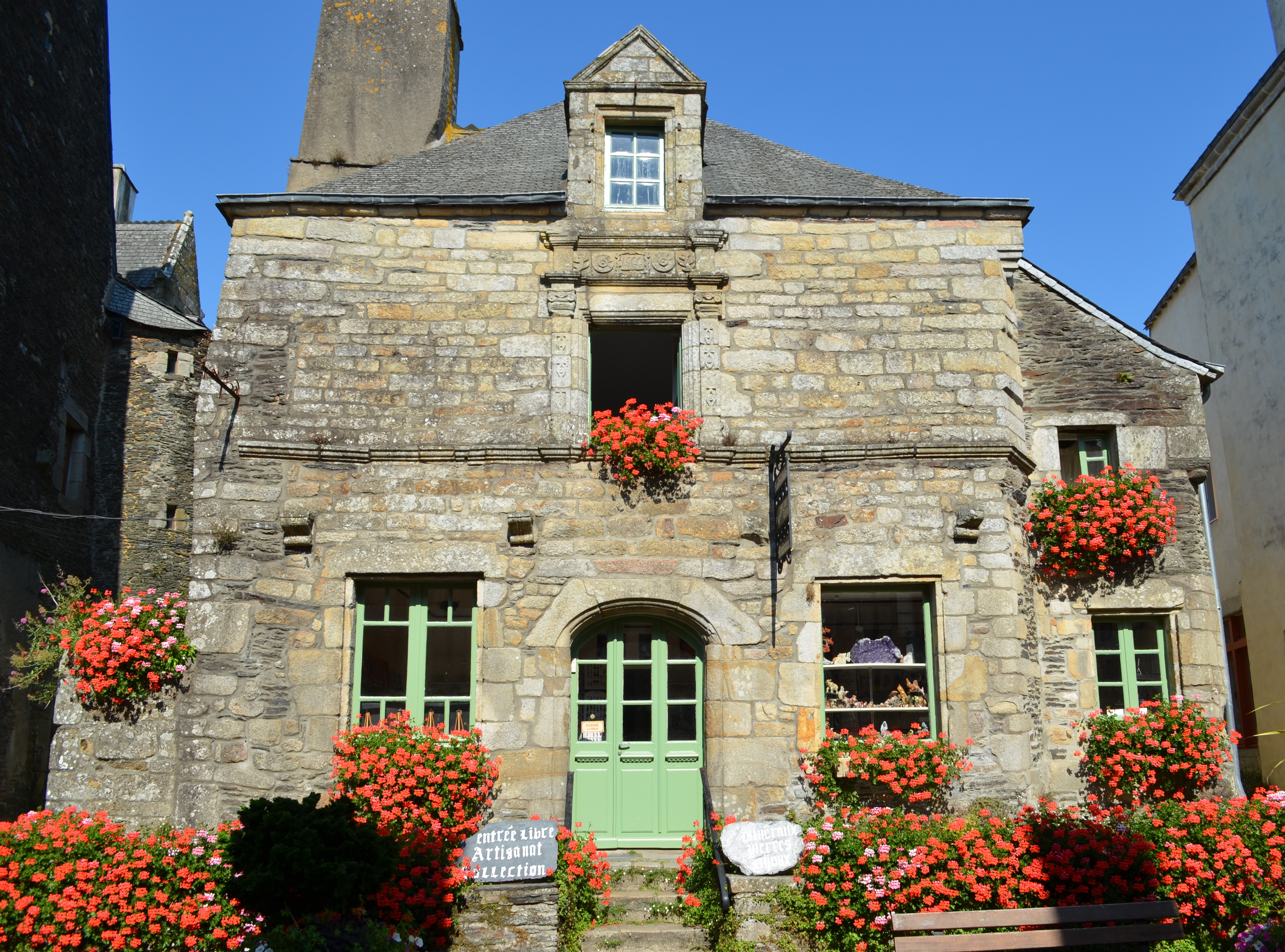
1666年からある住宅
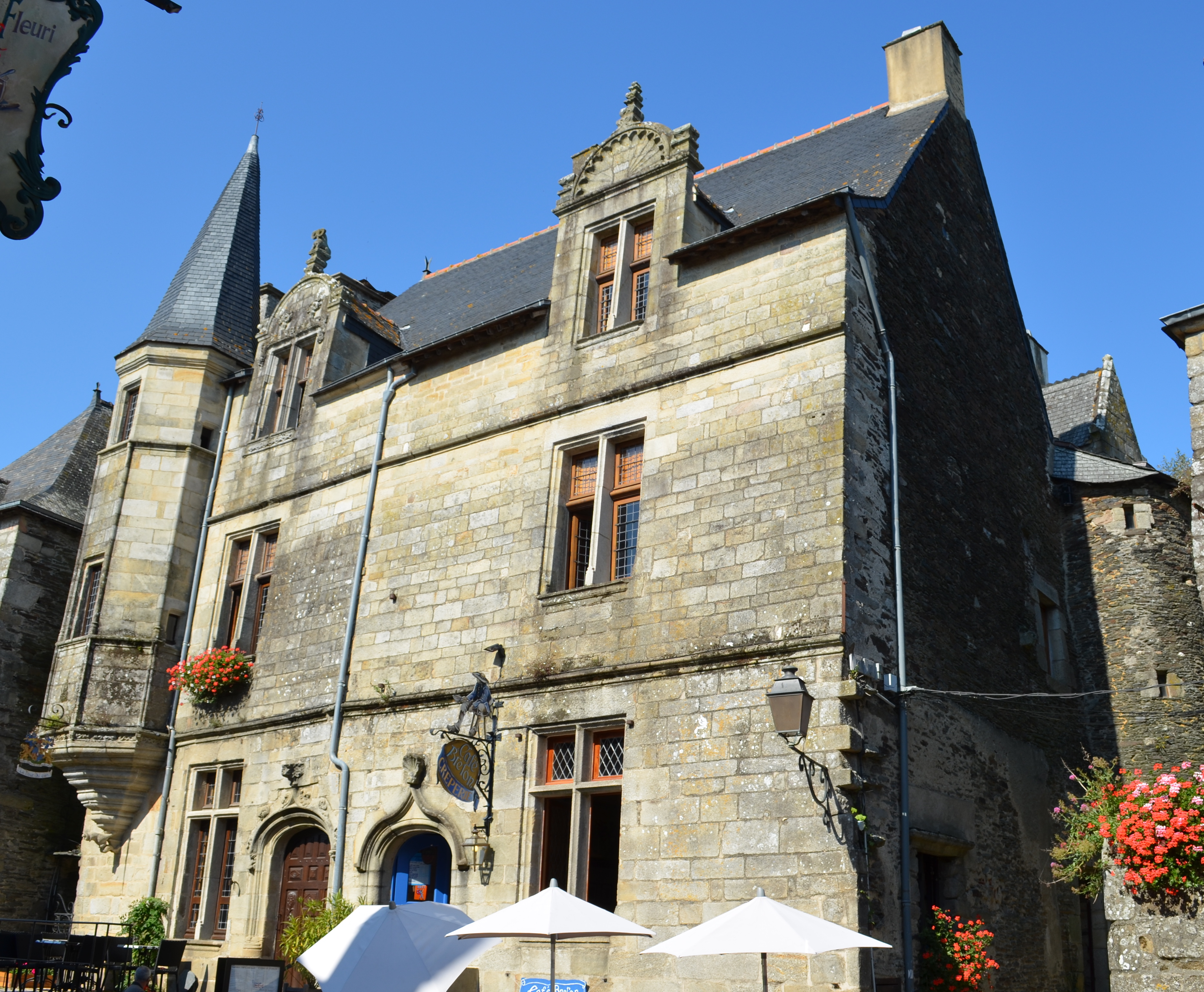
リオンの塔
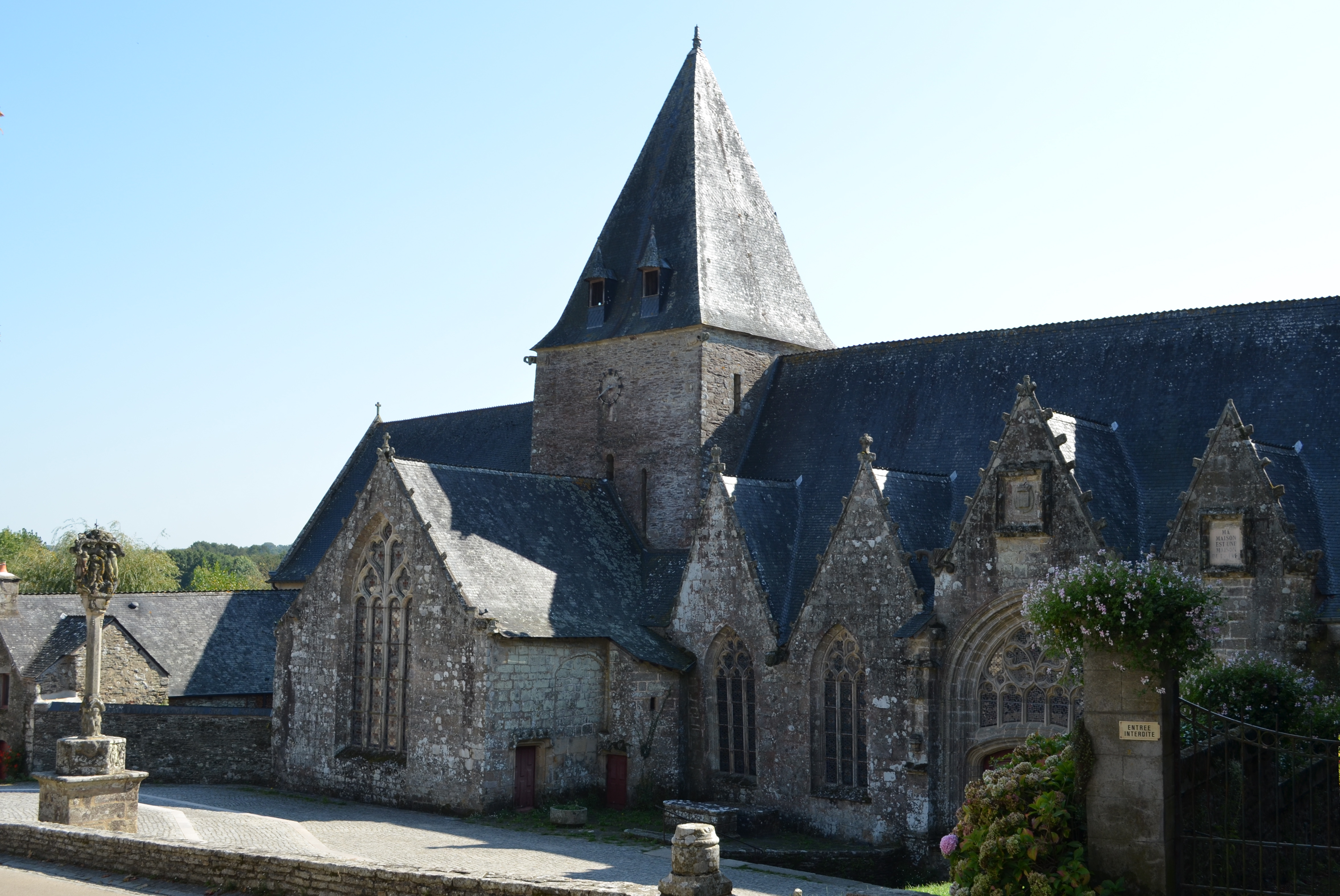
ノートルダム・ド・ラ・トロンシェ教会
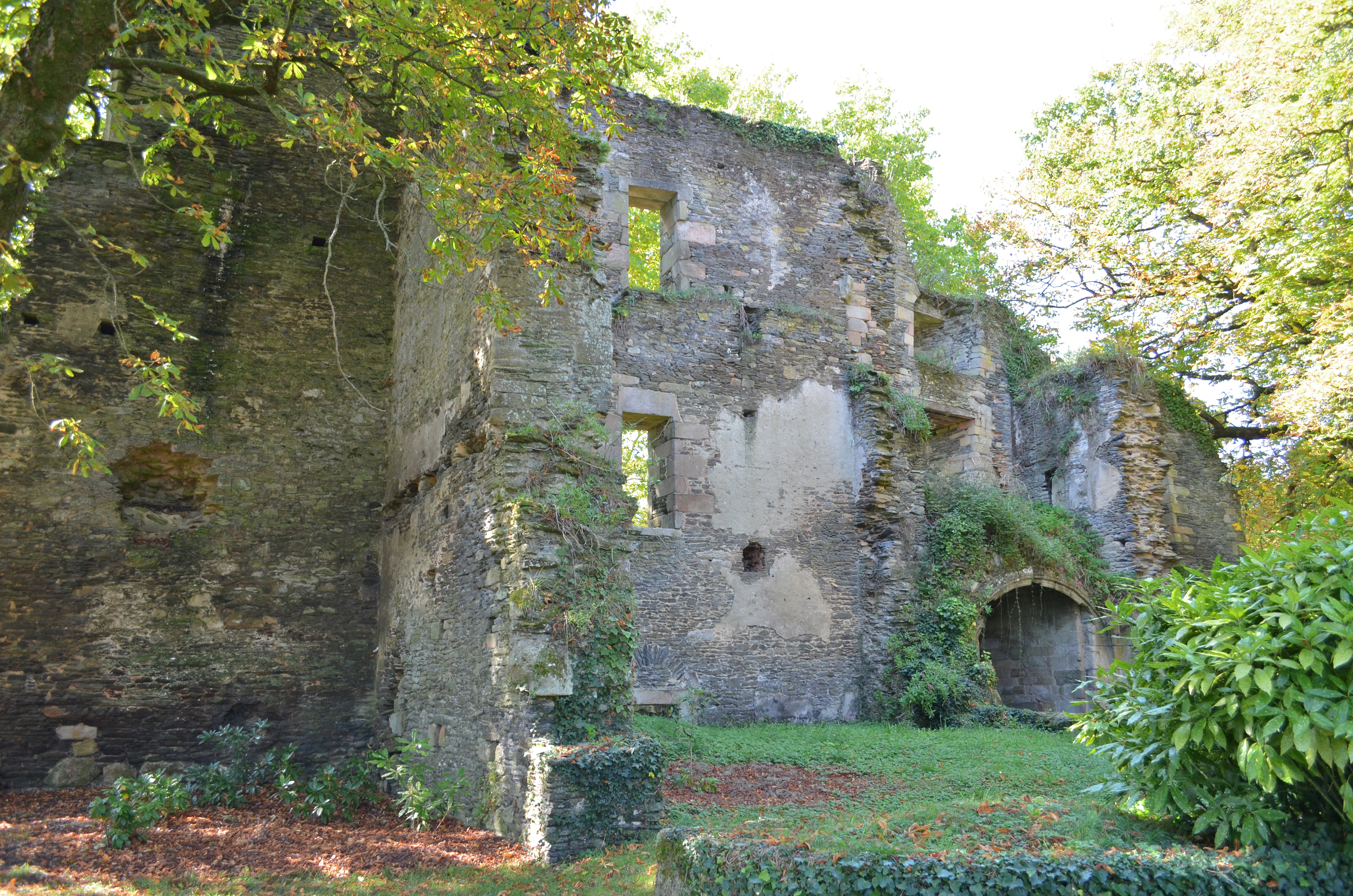
ロシュフォール城址